# Jan Merta (potápěč)
Jan Merta (24. dubna 1944 Staré Město – 17. srpna 2010 Olomouc) byl český potápěč a badatel v oblasti potápěčské problematiky.

## Život
Jan Merta býval zámečníkem, v roce 1968 emigroval do Kanady, kde žil až do roku 2006. V Kanadě pracoval 8 let na těžebních plošinách jako hloubkový potápěč. Zaměstnání potápěče ho zaujalo natolik, že se potápění začal věnovat i z hlediska fyziologického a lékařského. Mnoho jeho vynálezů přispělo k větší bezpečnosti potápěčů (sestrojil např. několik robotů a ponorek pro lidskou posádku do hloubky 1000 metrů, vymyslel a ověřil dekompresní tabulky, které se používají dodnes).
V emigraci získal na univerzitě v Montréalu titul bakaláře a na univerzitě v Aberdeenu se stal doktorem filozofie. Byl vydavatelem a šéfredaktorem,[zdroj?] duchovním,[zdroj?] vědcem, parapsychologem, vynálezcem a především hloubkovým potápěčem. Postupem času se stal kanadskou kapacitou v oblasti potápění, podílel se na tvorbě mnoha předpisů a zákonů, které později převzaly i jiné země.[zdroj⁠?!]